# 斯坦尼斯拉斯·瓦罗
斯坦尼斯拉斯·瓦罗（Stanislas Ouaro，1975年1月19日—），布吉納法索政治家、數學家。

## 生平
瓦罗畢業於瓦加杜古大學，於2001年取得數學博士的學位。在踏入政壇之前，他曾自2012年起擔任過瓦加第二大學的校長。
2018年1月31日，他取代Jean-Martin Coulibaly，出任国民教育和扫盲部部长。2019年1月19日，他與鐵巴內閣的其他成員提出總辭。1月24日，他被任命為国民教育、扫盲和民族语言推广部部长。

## 健康
在2019冠状病毒病爆發期間，他於3月21日確診感染了此病，同時被確診的還有外交与合作部部长阿尔法·巴里、矿业和采石业部部长奥马鲁·伊达尼以及国土管理、权力下放和社会和解部部长西梅翁·萨瓦多戈。

## 外部連結
- 斯坦尼斯拉斯·瓦罗的Facebook專頁
- 斯坦尼斯拉斯·瓦罗的X（前Twitter）